# Інститут проблем кріобіології і кріомедицини НАН України
Національної академії наук України (ІПКіК НАН України) — державна наукова установа, яка належить до відділення біохімії, фізіології і молекулярної біології Національної академії наук України.
ІПК і К НАН України є провідним науковим центром, який здійснює фундаментальні та прикладні дослідження в галузі кріобіології і кріомедицини.
26 травня 2021 року на сесії Загальних зборів НАН України від ІПКіК НАН України'' не обрано у члени-кореспонденти Академії директора ІПКіК НАН України, д. біол. н., проф. ПЕТРЕНКА Олександра Юрійовича.
25 квітня 2024 року на сесії Загальних зборів НАН України повторно не обрано у члени-кореспонденти Академії директора ІПКіК НАН України, д. біол. н., проф. ПЕТРЕНКА Олександра Юрійовича. Також від ІПКіК НАН України не обрано д. біол. н. БОЖОК Галину Анатоліївну.

## Історія
Інститут проблем кріобіології і кріомедицини НАН України засновано у 1972 році на базі двох лабораторій Фізико-технічного інституту низьких температур Академії наук УРСР та проблемної науково-дослідної лабораторії низькотемпературного консервування кісткового мозку і крові Харківського інституту удосконалення лікарів. 
Ініціаторами створення інституту були академік АН УРСР Борис Веркін  та член-кор. АН УРСР Микола Пушкар. 
Інститут очолювали:
- 1972-1983 - член-кореспондент НАН України Микола Пушкар

- 1983-2011 - академік Валентин Грищенко
- 2011-2021 - академік Анатолій Гольцев
- 2021 по теперішній час - професор, д.б.н. Олександр Петренко

Інститут проблем кріобіології і кріомедицини був і залишається на сьогодні  єдиним в Україні інститутом такого профілю.

## Напрями досліджень
- Дослідження механізмів кріоушкджень, кріозахисту, природної стійкості біологічних об'єктів до холоду та їх репарації після дії холоду.
- Створення ефективних способів штучного кріозахситу біологічних систем різного рівня організації та на їх основі розробка технологій кріоконсервування біологічних об'єктів і технічних засобів їх реалізації;
- Використання гіпотермії, кріотерапії та кріоконсервованих біологічних об'єктів у лікуванні різних захворювань;
- Клітинна і тканинна трансплантація.

### Міжнародна співпраця
- в інституті працєю кафедра ЮНЕСКО з питань кріобіології;
- інститут є ключовим партнером у міжнародному науковому проєкті "CryoStore", спрямованому на розвитку кріобіології та збереження біорізноманіття;
- інститут бере участь у мережі V4RM NETWORK метою якої є забезпечення взаємодії між науковими, освітніми та бізнес-спільнотами, залученими до сфери регенеративної медицини в країнах Вишеградської групи та Україні;
- інститут входить до Консорціуму регіональної співпраці з питань здоров'я, науки та технології (RECOOP).

## Видавнича діяльність
ІПК і К НАН України кожен квартал видає науковий журнал "Проблеми кріобіології і кріомедицини"                                                     (імпакт-фактор 2024 — 0,6).
Журнал індексується/реферується в Scopus, Zoological Records, Chemical Abstracts, EBSCOhost, ВІНІТІ, Реферативній базі даних «Україніка наукова».